# توموکو مارو
توموکو مارو (انگلیسی: Tomoko Maruo؛ زادهٔ ۲۲ ژوئن ۱۹۶۶) صداپیشه اهل ژاپن است.